# Liquidi ionici

Esafluorofosfato di 1-butil,3-metilimidazolo (BMIM).

I liquidi ionici sono composti costituiti esclusivamente da ioni e da loro combinazioni, ma a differenza dei sali si presentano in forma liquida a temperatura ambiente (o a temperature vicine a quest'ultima) anche senza la presenza di un solvente molecolare.
Una definizione generale dei liquidi ionici è quella che li descrive come dei sali che hanno punti di fusione inferiore al punto di ebollizione dell'acqua. Si tratta di una definizione basata esclusivamente sulla temperatura, che non fornisce informazioni sulla composizione del materiale tranne per il fatto di definirlo costituito da soli ioni.

## Storia
Il primo liquido ionico a temperatura ambiente scoperto pare essere stato il nitrato di etilammonio EtNH3NO3, descritto per la prima volta nel 1914. Al 1948 risale il primo brevetto di un liquido ionico a temperatura ambiente basato su anioni di cloroalluminato. Nel 1963 viene descritto un sistema basato su anioni di clorocuprato, CuCl2- e cationi di tetraalchilammonio, mentre nel 1967 viene pubblicata la prima applicazione di un liquido ionico a temperatura ambiente a base di tetra-n-esilammonio come solvente.
Negli anni settanta, sulla base dei lavori di Osteryoung, un'importante serie di studi furono condotti sui liquidi ionici basati su cationi di tetraalchilammonio e anioni di cloroalluminato.
Negli anni ottanta vengono condotti degli studi sistematici sui liquidi ionici dei cloroalluminati. Si studiano le prime applicazioni come elettroliti nelle batterie solventi e catalizzatori in chimica organica.
Negli anni novanta vengono studiati e descritti una nuova serie di liquidi ionici basati sul catione 1-etil-3-metilimidazolo e sull'anione tetrafluroborato, che hanno mostrato per la prima volta la possibilità di creare liquidi ionici basati non esclusivamente sui sali di cloroalluminati.
Da allora un gran numero di nuovi liquidi ionici sono stati descritti, studiati e caratterizzati ed un numero sempre crescente di pubblicazioni sono state dedicate a questa categoria di composti, comprese diverse review e libri.
Questo crescente interesse ha portato anche alla commercializzazione di un gran numero di liquidi ionici.

## Proprietà

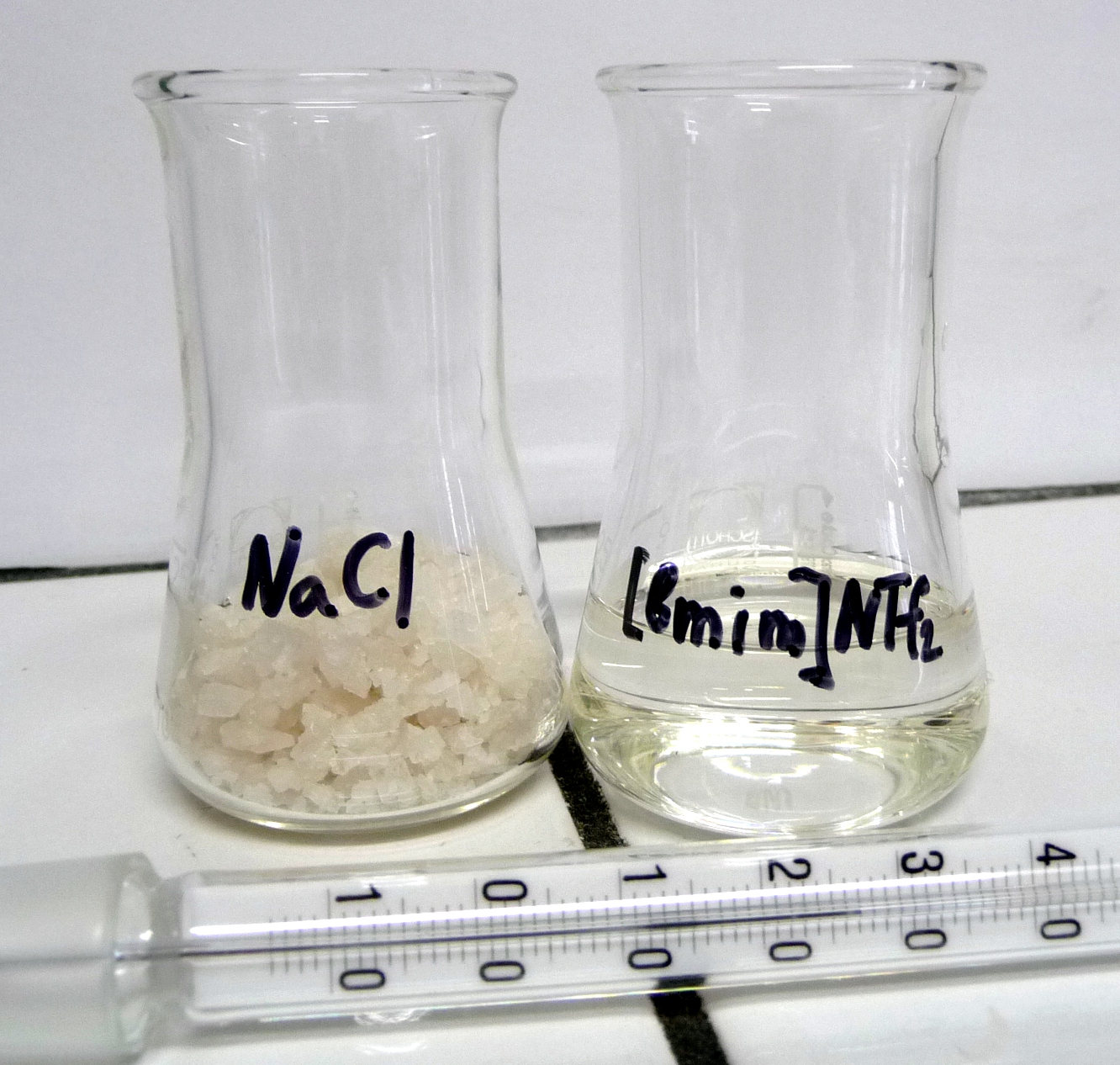
Comparazione fra un solido ionico, il cloruro di sodio, e un liquido ionico, [bmim]NTf2.

I liquidi ionici identificano una classe molto estesa di composti, valutabile nell'ordine di 1018 unità., ma nella quale si possono individuare alcune proprietà specifiche.
I valori dei punti di fusione dei liquidi ionici possono variare notevolmente e quelli che hanno un punto di fusione basso risultando liquidi a temperatura ambiente, vengono distinti e definiti come liquidi ionici a temperatura ambiente (o RTIL, acronimo di room temperature ionic liquids). Le proprietà chimico-fisiche di questi composti sono le stesse dei liquidi ionici ad alta temperatura, ma gli aspetti pratici del loro mantenimento e del loro trattamento sono abbastanza diversi da giustificare una distinzione.
I liquidi ionici hanno pressione di vapore pressoché nulla (salvo alcune eccezioni), elevata conducibilità elettrica e un'ampia finestra elettrochimica che consente di avere anioni e cationi che resistono a processi di ossidoriduzione. In particolare le proprietà elettrochimiche possono essere modulate modificando in vario modo l'anione e il catione.. Queste specificità ne favoriscono l'uso in ambito elettrochimico (batterie, accumulatori, sensori, pannelli fotovoltaici).

## Usi
Ancora poco sfruttati industrialmente, sono però oggetto di moltissimi studi accademici ed industriali. Per le loro peculiarità in particolare i liquidi ionici sono stati identificati come nuovi solventi ecocompatibili per la catalisi e la sintesi organica. Applicazioni più "mature" si trovano nella separazione di gas (cattura di anidride carbonica) e nel trattamento degli idrocarburi (separazione dello zolfo dalle benzine).

### Solventi per estrazione
Vengono proposti per le estrazioni da soluzione acquosa in alternativa agli ordinari solventi come nuove e pulite tecniche di separazione. I vantaggi risiederebbero nella maggior facilità di separazione dagli estratti, nell'assenza di emissioni di vapori e nell'alta riutilizzabilità dei liquidi ionici. Il loro uso rende possibile isolare prodotti ottenuti da sintesi tramite semplice distillazione, senza asportare il catalizzatore e quindi permettendone il riutilizzo immediato (fase continua).